# Ньєембуку
Ньєембуку (ісп. Ñeembucú) — департамент у Парагваї, займає територію в 12 147 км², населення становить 82 846 осіб (2007). Адміністративний центр — місто Пілар. Департамент майже повністю займає сільська місцевість, також тут знаходяться деякі з найстаріших і найбільш добре збережених руїн єзуїтів, які розташовані недалеко від міста Умаїта.

## Адміністративний поділ
Департамент підрозділяється на 16 округів:
| №  | Округ                                                          | Площа, км² | Населення, чол. |
| -- | -------------------------------------------------------------- | ---------- | --------------- |
| 1  | Альберда (Alberdi)                                             | 222        | 7588            |
| 2  | Вільялбін (Villalbín)                                          | 388        | 2091            |
| 3  | Вілья-Оліва (Villa Oliva)                                      | 1612       | 3254            |
| 4  | Вілья-Франка (Villa Franca)                                    | 1543       | 920             |
| 5  | Гуасу-Куа (Guazú Cuá)                                          | 1130       | 1928            |
| 6  | Десмочадос (Desmochados)                                       | 285        | 1613            |
| 7  | Ісла-Умбу (Isla Umbú)                                          | 485        | 2784            |
| 8  | Лаурелес (Laureles)                                            | 800        | 3676            |
| 9  | Майор-Хосе-Дехеус-Мартінес (Mayor José J. Martinez)            | 181        | 4301            |
| 10 | Пасо-де-Патрія (Paso de Patria)                                | 1750       | 6008            |
| 11 | Пілар (Pilar)                                                  | 1130       | 28716           |
| 12 | Сан-Хуан-Баутіста-де-Ньєембуку (San Juan Bautista de Ñeembucú) | 1329       | 5185            |
| 13 | Серріто (Cerrito)                                              | 682        | 5228            |
| 14 | Такуарас (Tacuaras)                                            | 1000       | 3280            |
| 15 | Умаїта (Humaitá)                                               | 389        | 3214            |
| 16 | Хенераль-Хосе-Едувіхіс-Діас (General José Eduvigis Díaz)       | 291        | 4037            |

## Межі
На заході і півдні межує з Аргентиною, обмежений річкою Парагвай на заході і річкою Парана на півдні, на півночі має кордон з департаментом Сентрал, а на сході з департаментами Параґуарі і Місьйонес.

## Галерея

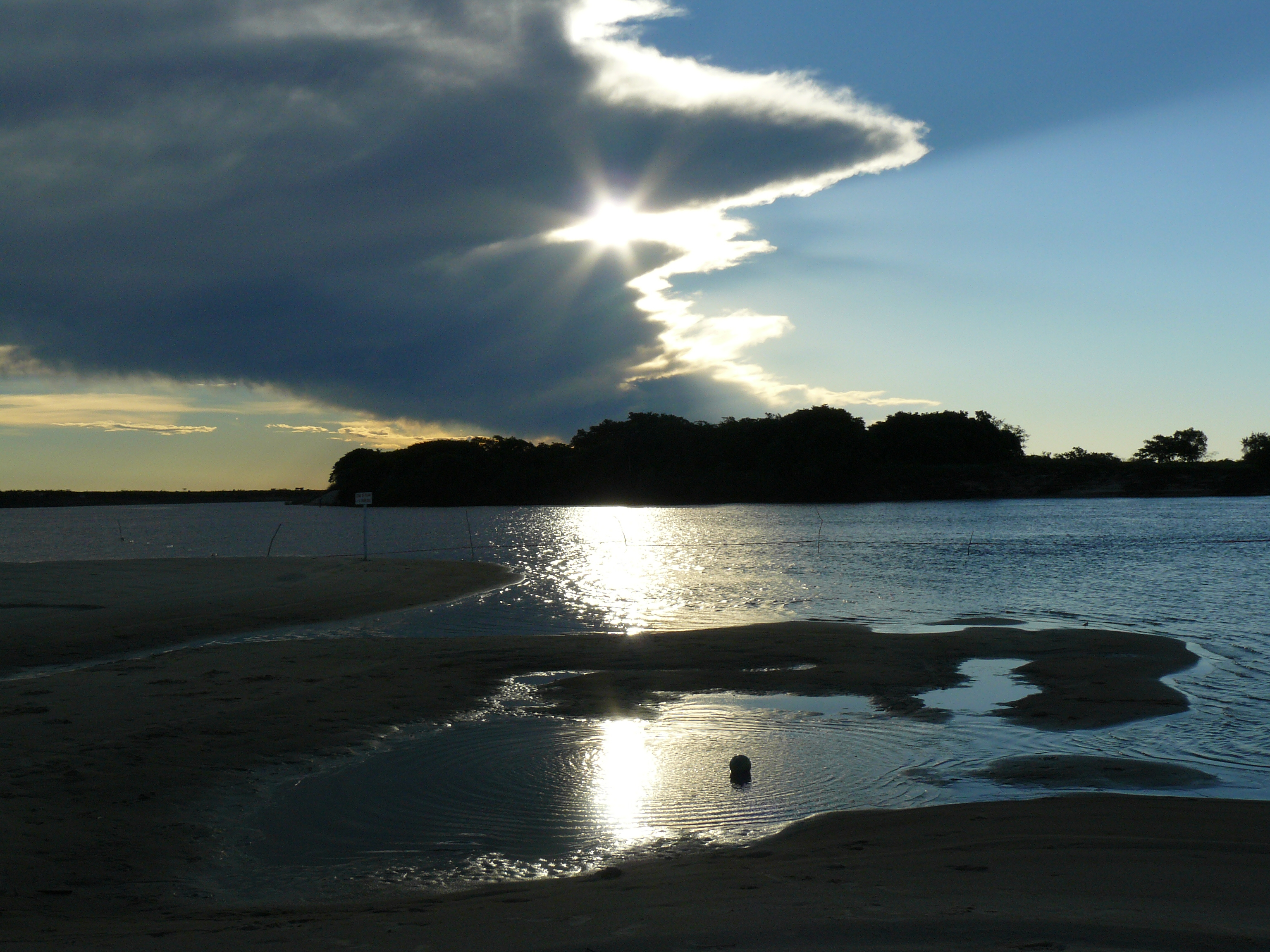
Захід на річці Парагвай.
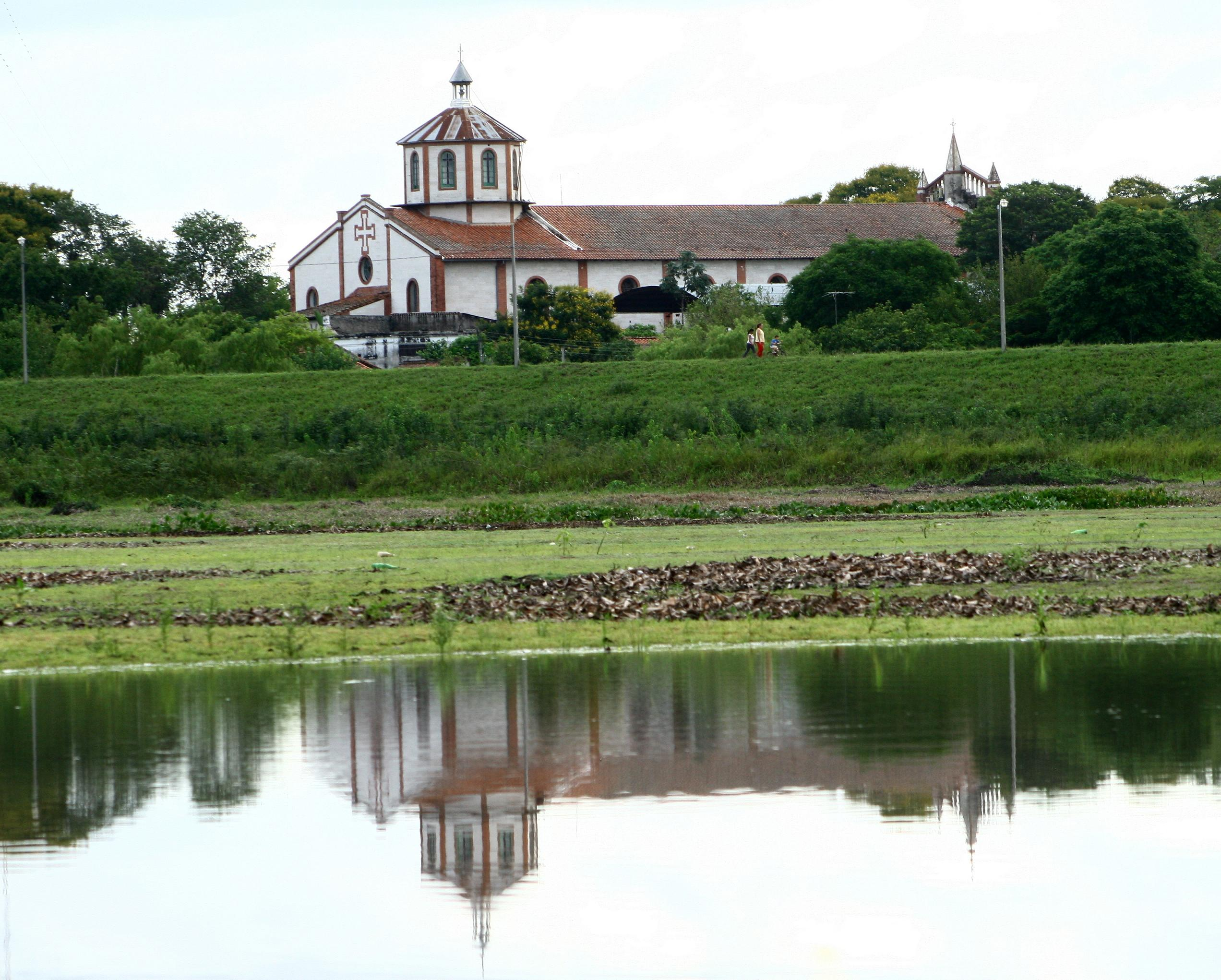
Собор в місті Пілар.
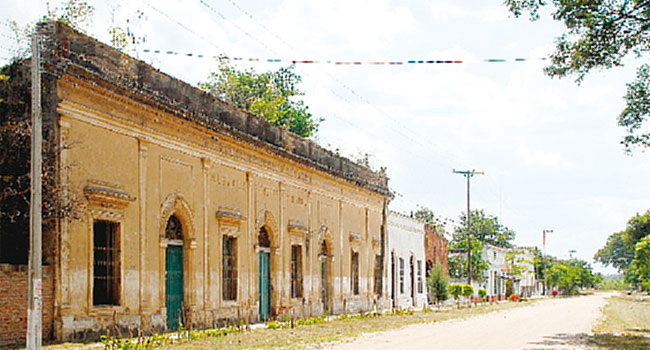
Колоніальний будинок в місті Умаїте.